# Slaný
Slaný (en allemand : Schlan) est une ville du district de Kladno, dans la région de Bohême-Centrale, en Tchéquie. Sa population s'élevait à 16 740 habitants en 2024.

## Géographie
Slaný se trouve à 10 km au nord de Kladno et à 31 km au nord-ouest de Prague

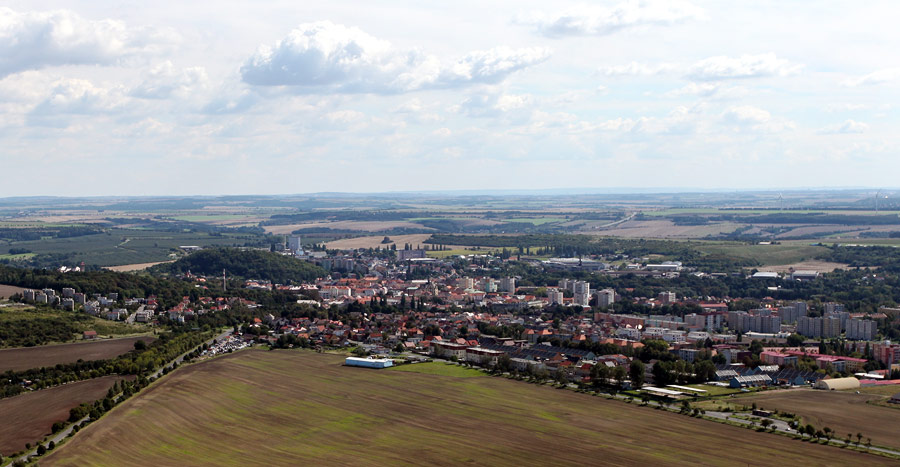
Panorama de Slaný.

La commune est limitée par Kutrovice, Neprobylice, Královice, Dřínov et Beřovice au nord, par Žižice à l'est, par Podlešín, Knovíz et Jemníky au sud-est, par Třebichovice, Hrdlív et Smečno au sud, et par Přelíc, Studeněves, Tuřany et Libovice à l'ouest.

## Histoire
L'origine de la ville est liée à la présence d'une source d'eau salée dont l'exploitation est attestée au VIIIe siècle. Elle assura la prospérité de la localité. La source salée fut mise en évidence par la découverte d'un lac salé souterrain lors de relevés géologiques. Il contient 3 % de sel, tandis que l'eau de mer en contient 3,5 %. En 1729, le prêtre cistercien de Plasy, Maurice Vogt, consigna dans le manuscrit Bohemia et Moravia subterranea qu’en 1511, lors du grand tremblement de terre, toutes les sources de sel furent perdues ou déplacées sous terre
La ville grandit en raison de son emplacement sur la route commerciale entre Prague et la Saxe. Les bénédictins y établirent un hôpital en 1136, ainsi qu'une église dédiée à Saint Gothard. C’est cette présence importante de l’église et l'état non consolidé de la propriété foncière qui l'accompagna qui permit au roi Venceslas II de transformer Slaný en ville et de donner son assentiment royal afin qu'elle obtienne les droits de Magdebourg en 1305. En 1348, un tremblement de terre endommagea la ville désormais fortifiée. En 1371, un grand incendie se déclara et l'église dut être reconstruite.

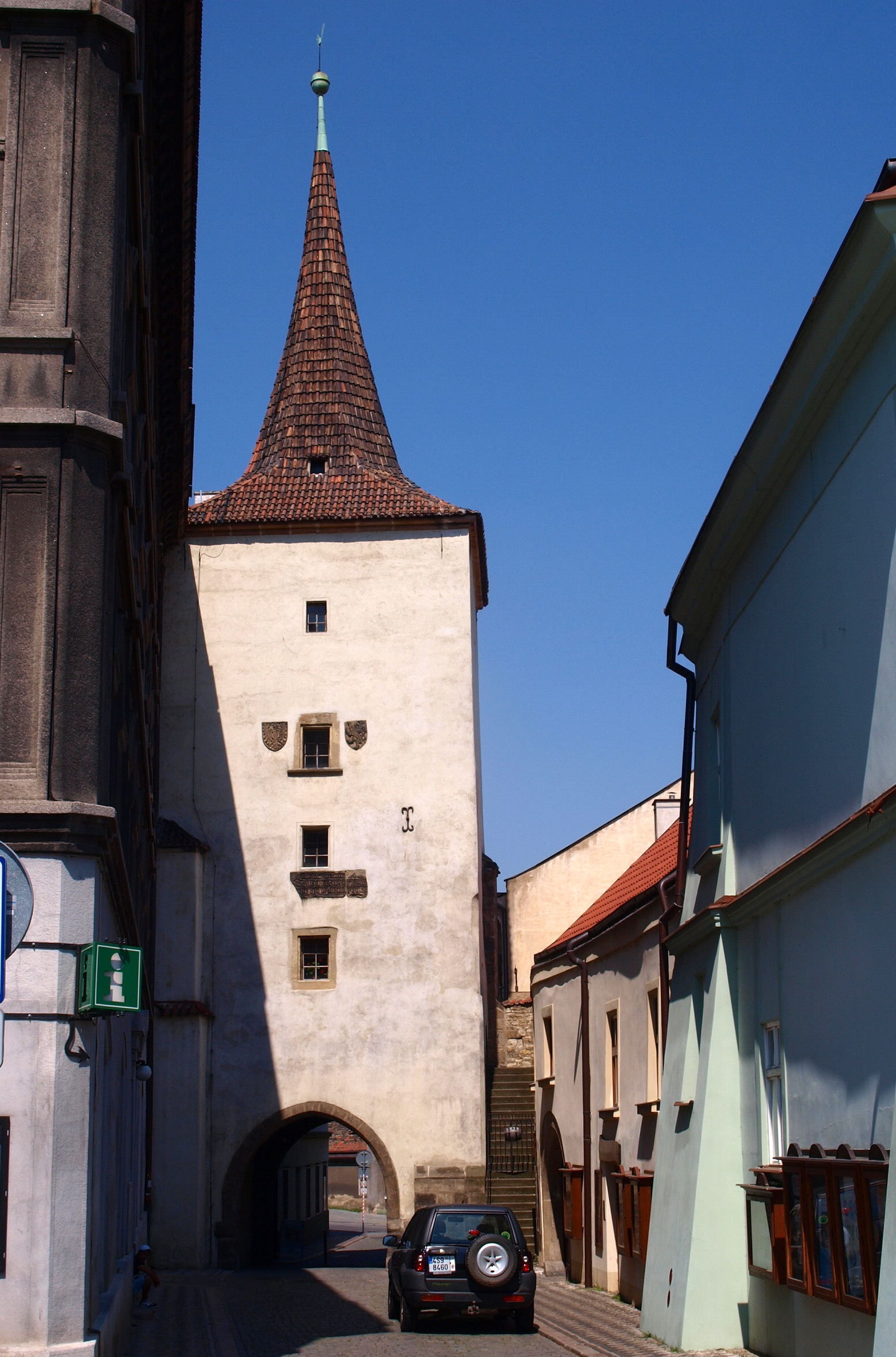
Porte de Velvary.
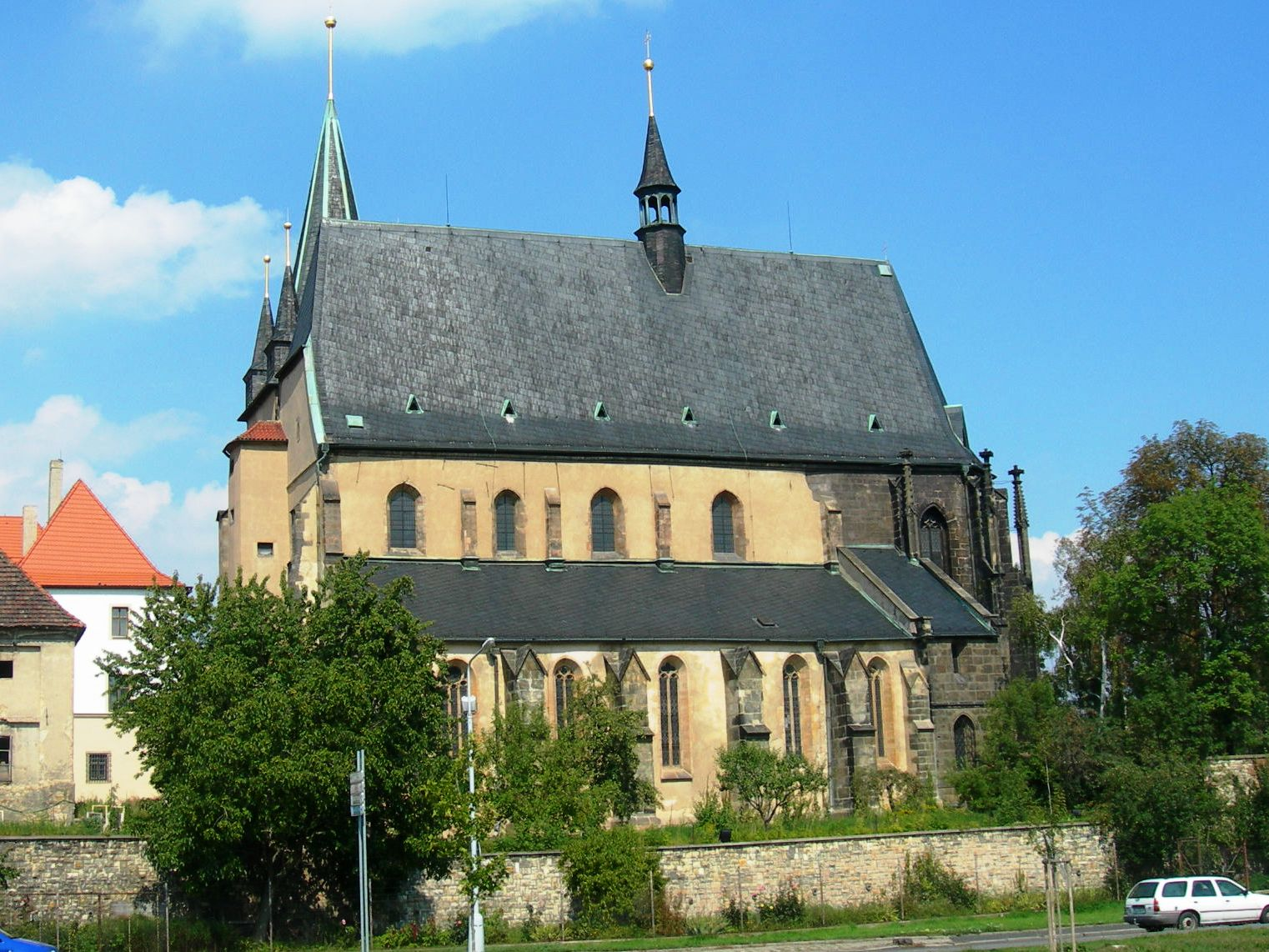
Église Saint-Gothard.

Les princes de la maison de Přemyslides et plus tard l'empereur Charles IV donnèrent à la ville de nombreux privilèges. Pendant les guerres hussites, Slaný fut un centre politique et religieux du mouvement hussite en Bohême. La ville fut prise par les Taborites en 1425 et resta entre leurs mains jusqu'en 1434. Les moines bénédictins durent partir. Cette ville située sur la colline était également l'une des villes saintes hussites et leurs prédicateurs s'y attendaient à  survivre à la fin anticipée du monde. Plus tard, le roi hussite Georges de Poděbrady donna à Slaný de nombreux privilèges, après que la ville eut soutenu son élection au trône. 
Les deux siècles suivants furent une période de prospérité économique jusqu'à la guerre de Trente Ans. La ville participa alors à la révolte de Bohême abritant la famille du roi Frédéric Ier du Palatinat. Après la bataille de la Montagne-Blanche (1620) et la victoire de la Ligue catholique sur les seigneurs protestants de Bohême, la ville souffrit des ravages de la guerre. Par la suite, les nouveaux possesseurs catholiques de Slaný, la famille des Martinic a érigé de nombreuses églises et édifices baroques qui, avec un nouveau monastère, ornent la ville aujourd'hui.
Slaný connut une rapide industrialisation après le milieu du XIXe siècle.

## Population
Recensements ou estimations de la population :
| 1869* | 1880* | 1890*  | 1900*  | 1910*  | 1921*  |
| ----- | ----- | ------ | ------ | ------ | ------ |
| 8 917 | 9 835 | 11 128 | 11 589 | 12 197 | 11 926 |

| 1930*  | 1950*  | 1961*  | 1970*  | 1980*  | 1991*  |
| ------ | ------ | ------ | ------ | ------ | ------ |
| 12 792 | 11 823 | 12 890 | 13 160 | 14 748 | 15 285 |

| 2001*  | 2011*  | 2015   | 2016   | 2017   | 2018   |
| ------ | ------ | ------ | ------ | ------ | ------ |
| 15 237 | 15 274 | 15 502 | 15 515 | 15 505 | 15 613 |

| 2019   | 2020   | 2021   | 2022   | 2023   | 2024   |
| ------ | ------ | ------ | ------ | ------ | ------ |
| 15 834 | 15 864 | 16 010 | 15 862 | 16 557 | 16 740 |

## Personnalités
- Jan Malypetr (1873-1947), homme politique
- Olga Scheinpflugová (1902-1968), écrivaine et actrice
- Libor Dobner (1952- ), écrivain, y est né.